# Liste der Wasserschutzgebiete in Heidelberg
In der Liste der Wasserschutzgebiete in Heidelberg sind Wasserschutzgebiete (WSG) im Stadtkreis Heidelberg in Baden-Württemberg aufgeführt. Sie ist nach den offiziellen WSG-Nummern sortiert. In den Wasserschutzgebieten gelten für die Gewässer (Grundwasser, oberirdische Gewässer) besondere Ge- und Verbote, um das Wasser vor Verunreinigungen zu schützen. Die für die Wasserschutzgebiete zuständige Dienststelle ist die Stadt Heidelberg.
Diese Liste ist Teil der übergeordneten Liste der Wasserschutzgebiete in Baden-Württemberg und erhebt keinen Anspruch auf Vollständigkeit.

## Geschichte
Die Stadt Heidelberg macht jährlich Angaben zur Entwicklung der Nitratkonzentrationen in den einzelnen Wasserschutzgebieten und erlässt für das folgende Jahr entweder Auflagen für Landwirte oder lockert bisherige Bewirtschaftungsauflagen auf der Grundlage der seit 1988 geltenden Schutzgebiets- und Ausgleichsverordnung (SchALVO) des Landes Baden-Württemberg. Diese Verordnung wurde zum 1. März 2001 novelliert. Neben der Einhaltung bestimmter Nitrat-Boden-Werte, die jährlich vom 15. Oktober bis 15. November gemessen werden, ist im Rahmen der SchALVO unter anderem vorgeschrieben, dass in den Wasserschutzgebieten Düngung und Pflanzenschutzmaßnahmen nach guter fachlicher Praxis erfolgen müssen, um das Grundwasser vor Beeinträchtigung durch Stoffeinträge aus der Landbewirtschaftung zu schützen.

## Wasserschutzgebiete in Heidelberg
Grundlage: Daten aus dem Umweltinformationssystem (UIS) der LUBW Landesanstalt für Umwelt Baden-Württemberg

| WSG-Nr. | WSG-Name               | Hauptgemeinde | Lage | Fläche (Hektar) | Datum (Rechtsverordnung) | Bild |
| ------- | ---------------------- | ------------- | ---- | --------------- | ------------------------ | ---- |
| 221030  | Wasserwerk Rauschen    | Heidelberg    | ⊙    | 638,70          | 2014-01-01               |      |
| 221032  | Wasserwerk Entensee    | Heidelberg    | ⊙    | 26,15           | 1976-09-21               |      |
| 221033  | Quellen Ziegelhausen   | Heidelberg    | ⊙    | 335,92          | 1976-02-03               |      |
| 221048  | Wasserwerk Schlierbach | Heidelberg    | ⊙    | 598,43          | 2009-01-01               |      |
| 221109  | Mühltalquellen         | Heidelberg    | ⊙    | 445,74          | 1995-04-26               |      |